# Współczesny regionalny podział Ukrainy
Współczesny regionalny podział Ukrainy.
Współcześnie na Ukrainie wyróżnia się (niezależnie od podziału administracyjnego) 5 wielkich regionów historyczno-polityczno-gospodarczych: Ukrainę Zachodnią, Wschodnią, Południową, Północną i Środkową (Centralną). Ich granice są płynne, i różnie wyznaczane w zależności od stosowanych kryteriów.

## Ukraina Zachodnia
Do Ukrainy Zachodniej zalicza się zawsze obwody lwowski, iwanofrankiwski i tarnopolski, wchodzące w XIX i na początku XX wieku w skład Galicji, jak również obwód zakarpacki i czerniowiecki, wchodzące kiedyś również w skład Austro-Węgier.
 Zalicza się do niej często również obwody wołyński, rówieński i chmielnicki, wprawdzie znajdujące się w czasie zaborów pod panowaniem Rosji, ale znajdujące się na zachodzie Ukrainy, i obecnie powiązane gospodarczo i komunikacyjnie z innymi obwodami tego regionu.

Czasami, choć rzadko, zalicza się tutaj również obwody żytomierski i winnicki.

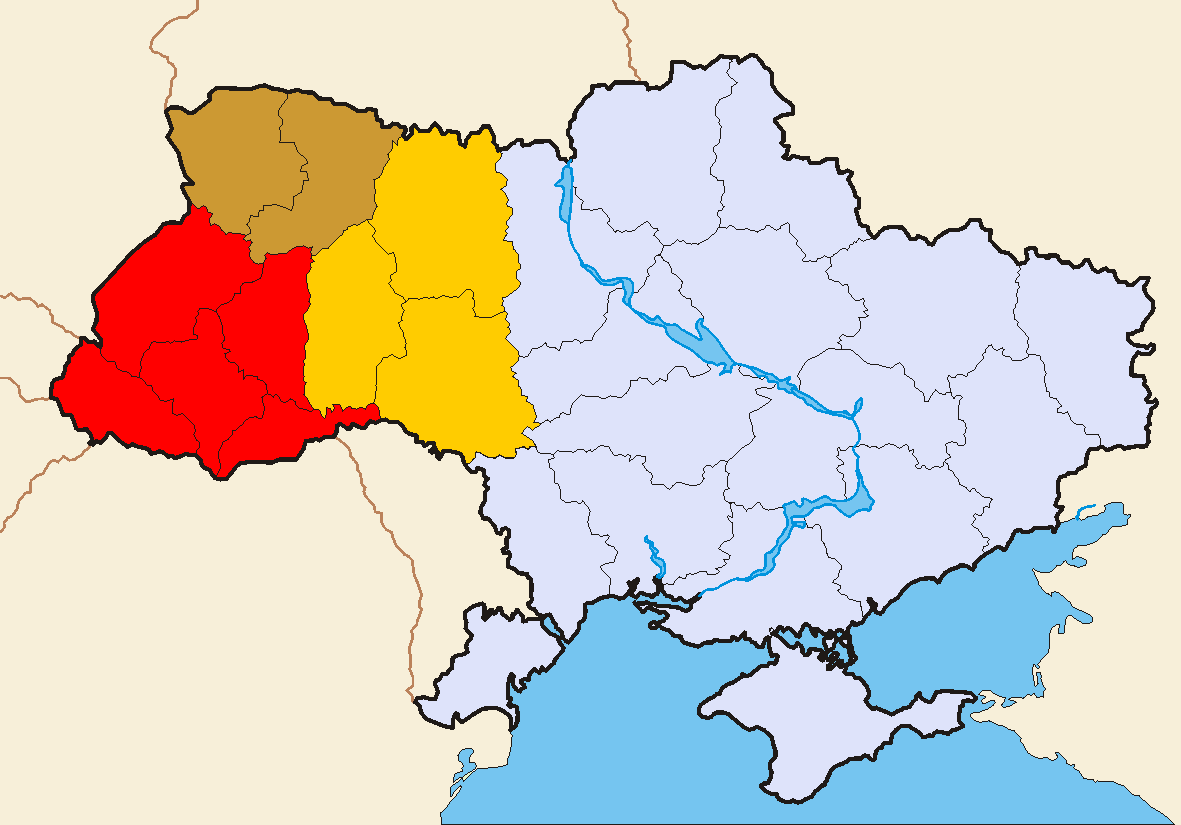
Ukraina Zachodnia

## Ukraina Wschodnia
Do Ukrainy Wschodniej zalicza się zawsze obwody łuhański, doniecki i charkowski.
 
Czasami (dość rzadko) zalicza się tutaj również obwody sumski, połtawski, dniepropetrowski, zaporoski.

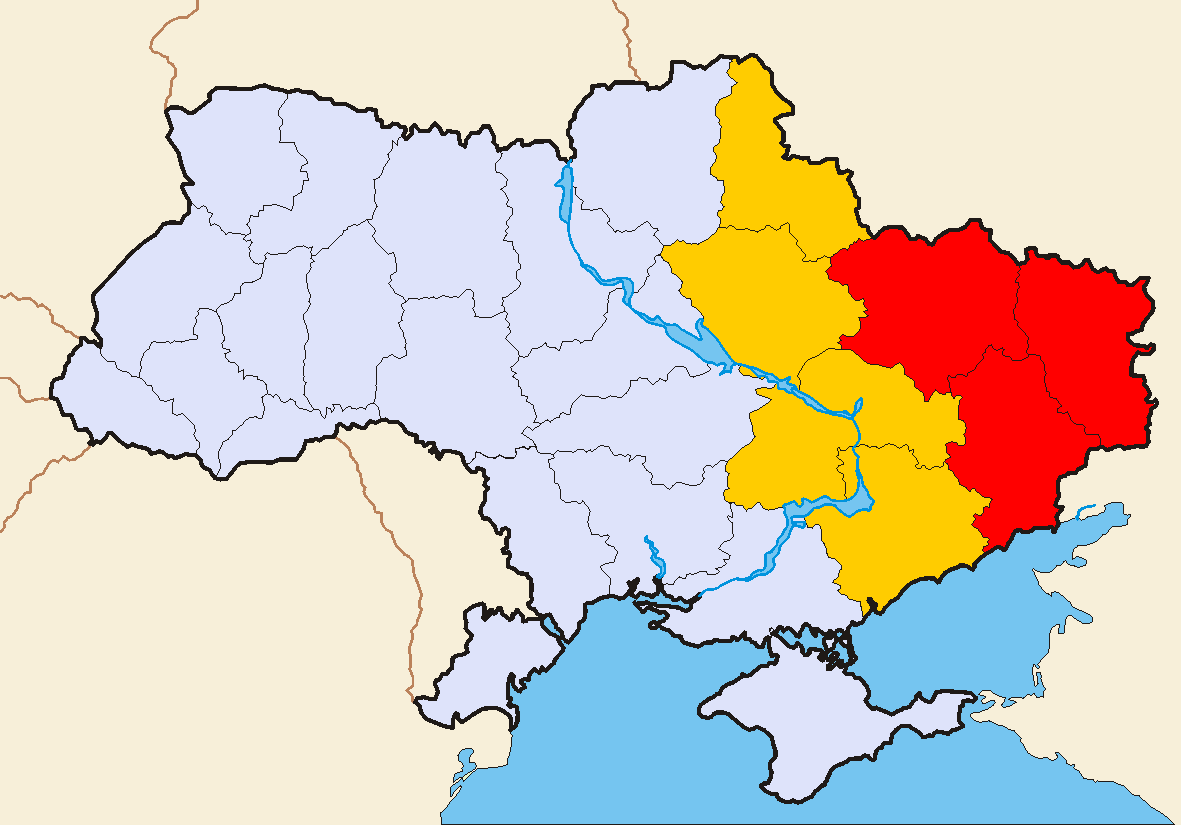
Ukraina Wschodnia

## Ukraina Południowa
Do Ukrainy Południowej zalicza się zawsze obwody chersoński, mikołajowski i odeski. Bardzo często do Ukrainy Południowej zalicza się również obwód zaporoski i Republikę Autonomiczną Krymu.

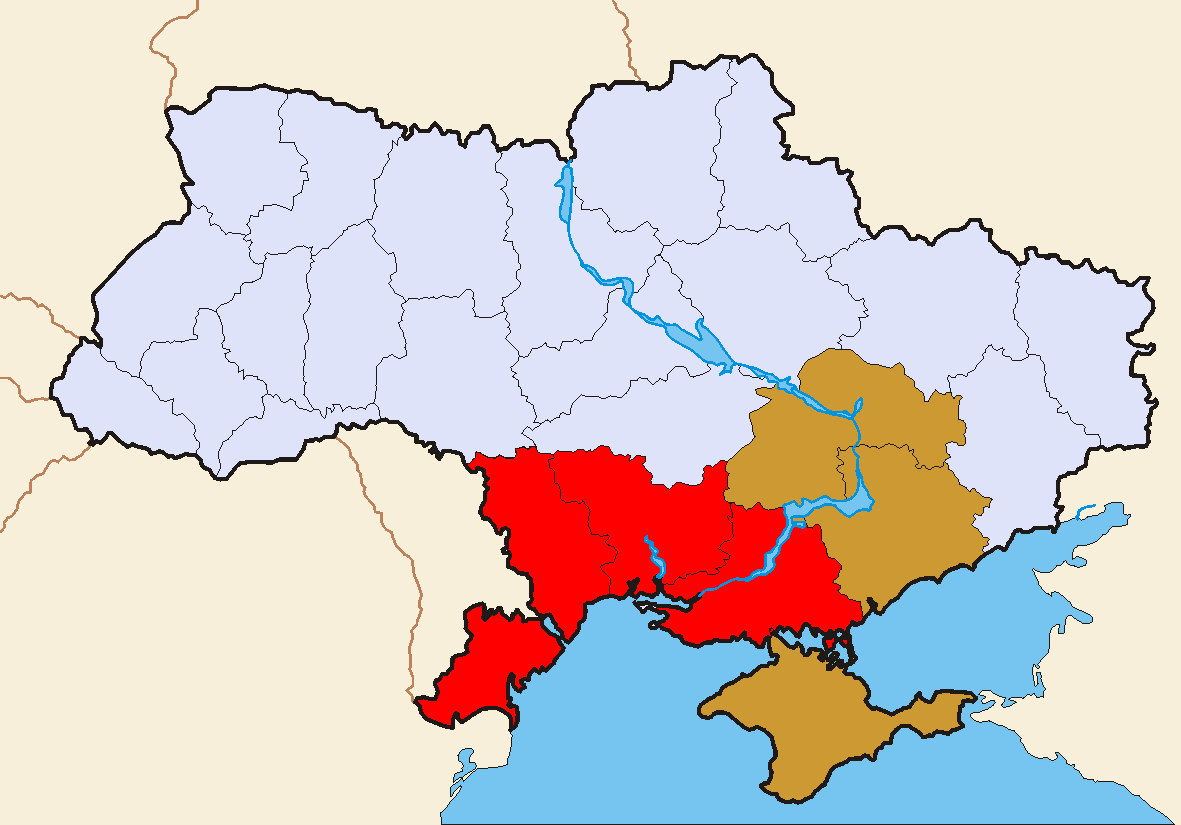
Ukraina Południowa

## Ukraina Północna
Do Ukrainy Północnej zalicza się zawsze obwody czernihowski i sumski, często również żytomierski i kijowski.

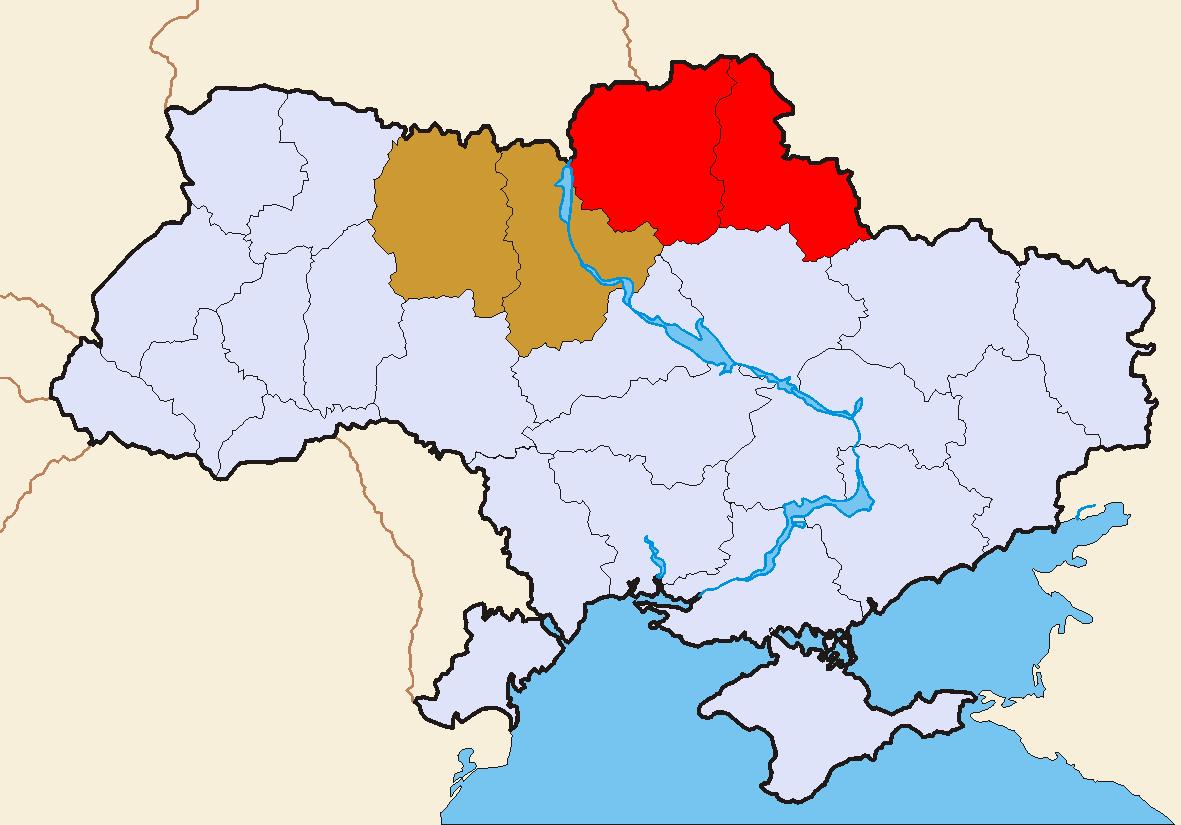
Ukraina Północna

## Ukraina Centralna
Do Ukrainy Centralnej zalicza się zawsze obwody kirowohradzki i czerkaski, bardzo często również obwody połtawski i dniepropetrowski. Czasami zalicza się tutaj również obwody kijowski, żytomierski, winnicki, czernihowski i sumski.

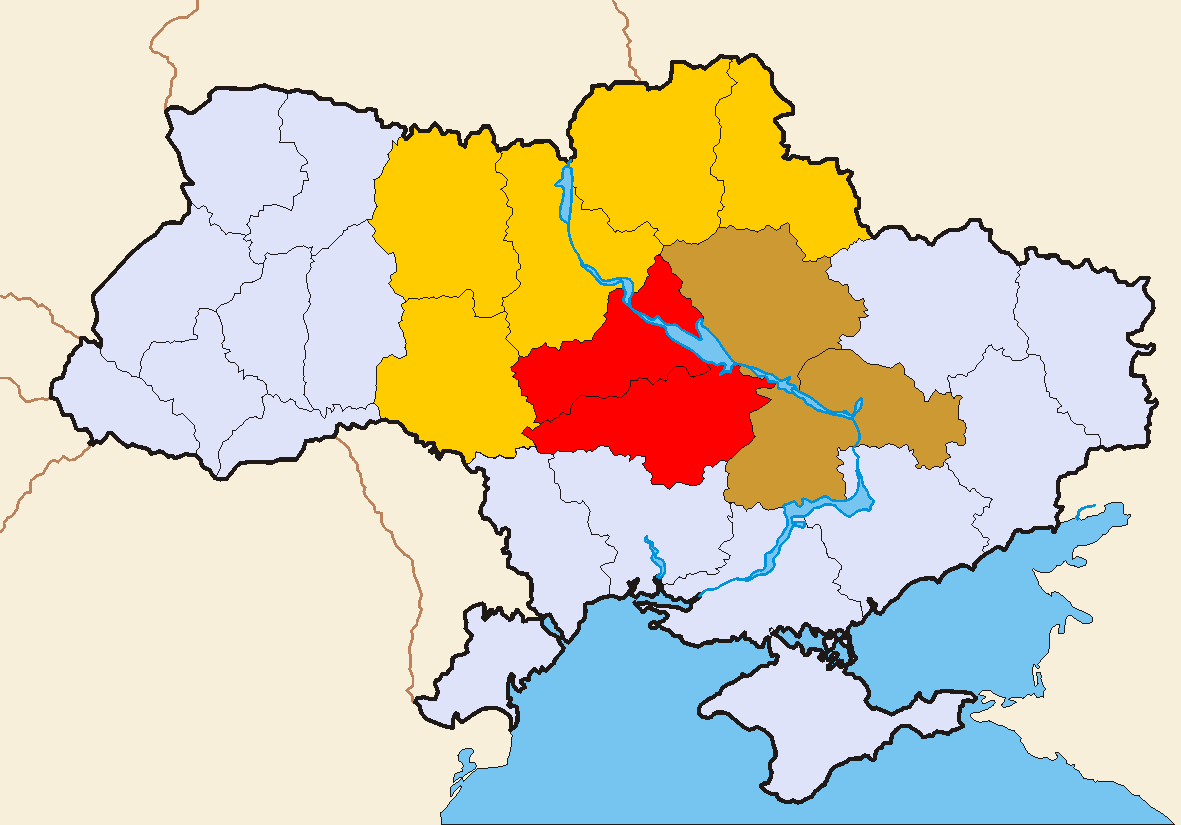
Ukraina Centralna

## Podział ekonomiczno-gospodarczy
Według tego podziału wyróżnia się 9 regionów:
- Doniecki (obwód doniecki i łuhański)
- Karpacki (obwody zakarpacki, lwowski, czerniowiecki i iwanofrankiwski)
- Północno-zachodni
- Północno-wschodni
- Podolski (obwody winnicki, tarnopolski i chmielnicki)
- Przydnieprowski (obwód dniepropetrowski i zaporoski)
- Przyczarnomorski (Republika Autonomiczna Krymu, obwód odeski, mikołajowski i chersoński)
- Stołeczny (obwód czernihowski, kijowski i żytomierski)
- Centralny (obwód kirowohradzki i czerkaski)